# Kevin Freeman
Kevin Freeman, (nacido en Springfield, Massachusetts el 3 de marzo de 1978) es un exjugador de baloncesto profesional estadounidense con una extensa carrera deportiva alrededor del mundo. Con 2,01 metros de altura y 114 kilos de peso, jugaba en la posición de ala-pívot. Actualmente ejerce como entrenador asistente en la Universidad de Connecticut de la División I de la NCAA.

## Trayectoria deportiva
Freeman se formó en la Universidad de Connecticut, con la que disputó un total de 140 partidos repartidos en las cuatro temporadas que jugó con la camiseta de los 'Huskies', llegando incluso a proclamarse campeón de la NCAA en el 99 cuando compartiendo equipo con Richard Hamilton superaron a Duke en una final agónica. Sus promedios durante el periplo universitario fueron de 10.6 puntos y 6.5 rebotes.
Tras su carrera universitaria no fue elegido por la NBA, sí lo hizo en ligas menores como la USBL o la ABA, siendo esta donde se estrenó como profesional con Los Angeles Stars, si bien se lesionó tras solo dos partidos disputados. Tras jugar en Filipinas, pasó a la LegaDue italiana con la Sutor Montegranaro, fue cortado en enero pero fichó inmediatamente por Basket Ferrara donde acabó la temporada. Marchó a la NBL Australiana donde jugó tres temporadas con Brisbane Bullets. En 2003-04 promedió 22.4 puntos y 9.6 rebotes en 15 partidos, mientras que en 2004-05 sus promedios fueron de 20.7 puntos y 10.5 rebotes en 21 encuentros y siendo elegido en el 3.er equipo de la liga. En el ínterin disputó otros 21 compromisos con los Westchester Wildfire en 2004 (USBL estadounidense) con unas medias de 16,5 puntos y 4,9 rebotes.
Volvió a Europa con Aris de Salónica, donde fue cortado y en enero del 2006 probó con Givat Shmuel en Israel donde lesionado no logró plaza y acabó volviendo otro verano a la PBA jugando la Conferencia Fiesta con San Miguel Beermen. Comenzó la nueva temporada en China con Zhejiang Horses donde jugó hasta diciembre. Tras esto inició su primera participación en la LPB de Venezuela con Cocodrilos de Caracas, donde ha jugado habitualmente de manera intermitente desde entonces, disputó 33 partidos con unos promedios de 15.2 puntos y 4.9 rebotes. Ese verano de 2007 también tuvo una breve experiencia en Puerto Rico con los Leones de Ponce (5 partidos con un promedio de 14.8 puntos y 5.2 rebotes).
La 2007-08 la empezó en Argentina con Estudiantes de Bahía Blanca siendo cortado apenas empezada la temporada, se incorporó entonces a la Legadue italiana con Andrea Costa Imola y al ser nuevamente cortado en enero se unió a Cocodrilos al inicio de la LPB 2008, allí sus medias fueron de 13.4 puntos y 4.1 rebotes. A finales de 2008 fichó por el Ángeles de Puebla en la LNBP mexicana, con el que participó en 12 partidos con unos promedios de 14.2 puntos y 6.4 rebotes, uniéndose de nuevo a Cocodrilos para la 2009 donde tan solo juega 7 partidos en los que promedió 11.7 puntos y 4.7 rebotes.
En la temporada 2009-10 comienza la temporada en la LEB Oro con Tenerife Rural, si bien su experiencia es breve, siendo cortado en noviembre y sustituido por Lou Roe. Tras esto se une a Espartanos de Margarita para jugar la Liga de las Américas y posteriormente inicia nuevamente la temporada con Cocodrilos de Caracas en la LPB donde esta vez juega 19 partidos con promedios de 10.8 ptos. y 3.4 reb. hasta que por lesión salió del equipo en abril.

### Clubs
- 1996/00. NCAA. Universidad de Connecticut.  Estados Unidos
- 2000/01. ABA. Los Angeles Stars.  Estados Unidos
- 2001. PBA. Tanduay Rhum Masters.  Filipinas
- 2001/02. LegaDue. Sutor Montegranaro.  Italia
- 2001/02. LegaDue. Basket Ferrara.  Italia
- 2002/04. NBL. Brisbane Bullets.  Australia
- 2004. USBL. Westchester Wildfire.  Estados Unidos
- 2004/05. NBL. Brisbane Bullets.  Australia
- 2005/06. A1 Ethniki. Aris Salónica.  Grecia
- 2006. PBA. San Miguel Beermen.  Filipinas
- 2006/07. CBA. Zhejiang Horses.  China
- 2007. LPB. Cocodrilos de Caracas.  Venezuela
- 2007. BSN. Leones de Ponce.  Puerto Rico
- 2007/08. LNB. Estudiantes de Bahía Blanca.  Argentina
- 2007/08. LegaDue. Andrea Costa Imola.  Italia
- 2008. LPB. Cocodrilos de Caracas.  Venezuela
- 2008/09. LNBP. Ángeles de Puebla.  México
- 2009. LPB. Cocodrilos de Caracas.  Venezuela
- 2009/10. LEB Oro. Tenerife Club de Baloncesto.  España
- 2009/10. Liga de las Américas. Espartanos de Margarita.  Venezuela
- 2010. LPB. Cocodrilos de Caracas.  Venezuela

## Palmarés
- Campeón de la NCAA en la 1998-99.
- Medalla de Oro con la Selección de Estados Unidos en la Universiada de Palma de Mallorca 1999.
- Campeón de la lpb en 2008- Cocodrilos de Caracas.